# Inex

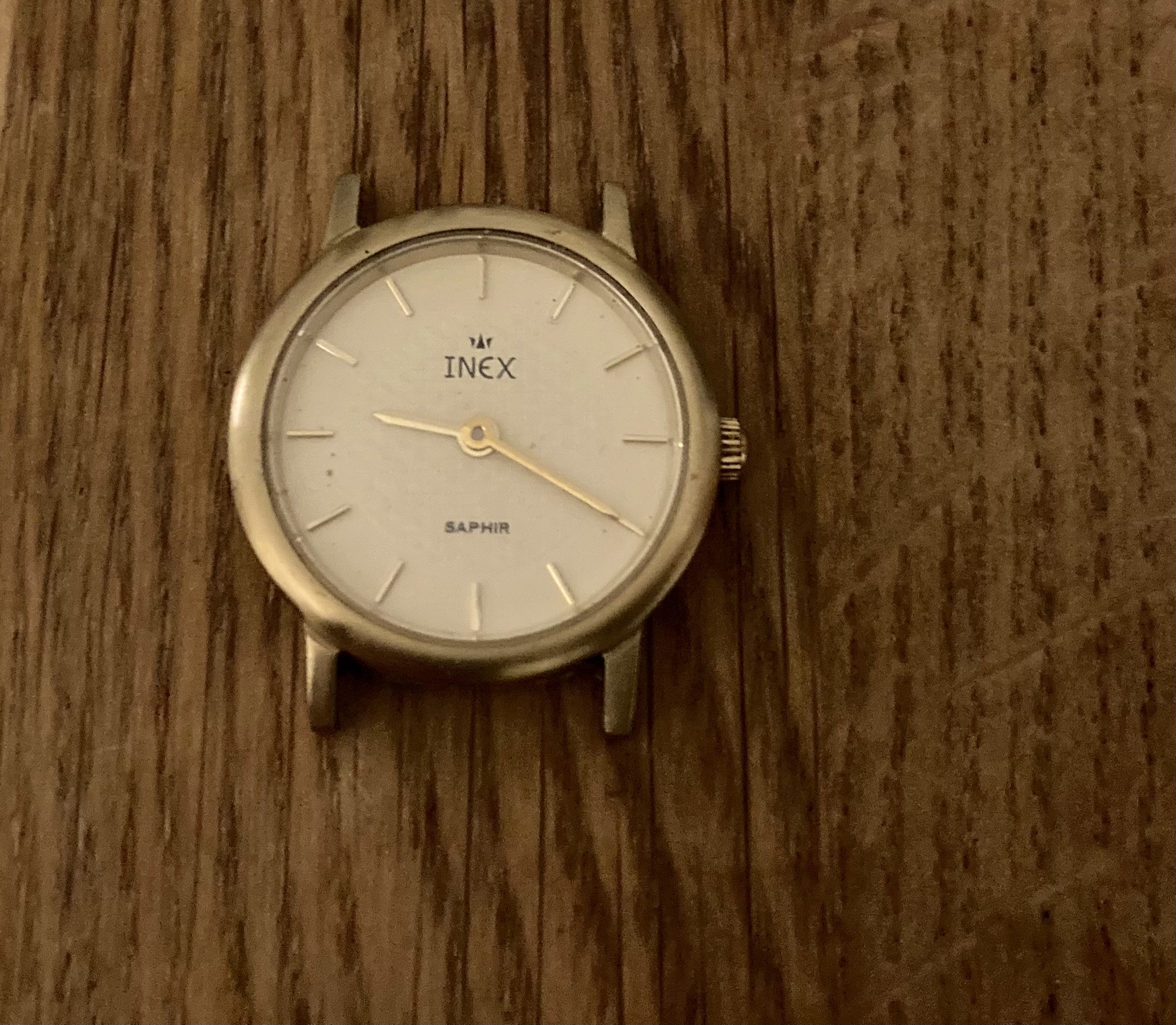
Inex klocka

Inex är ett danskt företag och klockmärke grundat 1952. Klockorna har sålts i Skandinavien och second hand runtom i världen. Bland annat på Ur & Penn i Sverige.